# Carmelo Samonà
Carmelo Samonà (* 17. März 1926 in Palermo; † 17. März 1990 in Rom) war ein italienischer Autor, Romanist und Hispanist.

## Leben und Werk
Samonà, Sohn des bekannten Architekten Giuseppe Samonà (1898–1983), lehrte in Rom Spanisch, ab 1961 als Professor an der Pädagogischen Hochschule (Facoltà di Magistero), von 1978 bis zu seinem Tod als Professor an der Philosophischen Fakultät der Universität La Sapienza. Er war Mitglied der Accademia dei Lincei (1987).

## Werke

### Hispanistik
- Aspetti del retoricismo nella Celestina, Rom 1953
- Profilo di storia della letteratura spagnola, Rom 1959 (zahlreiche Auflagen, späterer Titel: Profilo della letteratura spagnola)
- Calderon nella critica italiana, Mailand 1960
- Studi sul romanzo sentimentale e cortese nella letteratura spagnola del Quattrocento, Rom 1960
- (Hrsg.) Studi di letteratura spagnola, Rom 1964
- (Hrsg.) Tirso de Molina, La prudencia en la mujer, Mailand 1967
- (mit Alberto Varvaro) La letteratura spagnola dal Cid ai Re cattolici, Florenz/Mailand 1972, zuletzt 2003
- (Übersetzer) Lope de Vega, La nascita di Cristo, Turin 1985
- Ippogrifo violento. Studi su Calderòn, Lope e Tirso, Mailand 1990 (Vorwort von Mario Socrate, 1920–2012)
- Scritture di Spagna e d'America, hrsg. von Stefano Arata, Rom 2003 (Vorwort von Norbert von Prellwitz)

### Romane
- Fratelli, Turin 1978 (zuletzt Palermo 2008)
  - Brüder, Berlin 1980
  - Frères, Paris 1980, 1994
  - Fratii, Bukarest 1986
  - Brothers, Manchester 1992
- Il custode, Turin 1983
  - Der Aufseher, Berlin 1984
  - Le gardien, Paris 1994
- Casa Landau, hrsg. von Francesco Orlando, Mailand 1990
  - Casa Landau, Berlin 1991
  - Villa Landau, Paris 1992